# Campo vicino e campo lontano
In teoria dei campi le due descrizioni di campo vicino e campo lontano sono due possibili approssimazioni per descrivere un campo. Sebbene queste due approssimazioni siano valide per qualunque campo, esse sono utilizzate soprattutto nello studio dell'elettromagnetismo, e in particolare dell'ottica. In breve, l'approssimazione di campo vicino descrive l'oscillazione con l'approssimazione di onda sferica, mentre l'approssimazione di campo lontano descrive l'oscillazione con l'approssimazione di onda piana.
In particolare, per lo studio della diffrazione, nell'approssimazione di campo vicino si userà la diffrazione di Fresnel, mentre nell'approssimazione di campo lontano si utilizzerà la più semplice diffrazione di Fraunhofer.